# 砂田弓弦
砂田 弓弦（すなだ ゆづる、1961年9月7日 - ）は、日本のスポーツ写真家、スポーツジャーナリスト。自転車競技の取材・撮影を専門とする。
富山市出身。1989年よりイタリアのミラノで自転車競技の取材活動を始める。1992年、ジロ・デ・イタリアにおける取材資格を得る。

## 著書
- 『自転車ロードレース教書 - イタリア・ロードレースにまなぶ』 アテネ書房 1992 ISBN 4871521788
- 『イタリアの自転車工房 栄光のストーリー』 アテネ書房 1994 ISBN 4871521923
- 『フォト! フォト! フォト!』 未知谷 2001 ISBN 4896420373
- 『GIRO(ジロ) - イタリア一周自転車ロードレース写真集』 未知谷 2002 ISBN 4896420527
- 『イタリアの自転車工房物語』 八重洲出版 2006 ISBN 4861440386
- 『ツール・ド・フランス―7月の輪舞』 八重洲出版 2009 ISBN 4861441595
- 『ジロ・デ・イタリア―薔薇色の輪舞』 八重洲出版 2009 ISBN 4861442028
- 『クラシックレース 壁のないコロシアム』 八重洲出版 2009 ISBN 4861442478
- 『ツール ・ド・フランス 続・7月の輪舞』 八重洲出版 2011 ISBN 4861444020
- 『挑戦するフォトグラファー』 未知谷 2018 ISBN 4896425588
- 『砂田弓弦レース写真集 イル・ミオ・チクリズモ プロトンの轍 Vol.1 1989〜2006』 八重洲出版 2022 ISBN 4861446406
- 『砂田弓弦レース写真集 イル・ミオ・チクリズモ プロトンの轍 Vol.2 2007〜2020』 八重洲出版 2022 ISBN 4861446600